# Лопатино (Псковский район)
Лопатино — деревня в Ядровской волости Псковского района Псковской области.
Расположена берегу реки Многа, в 14 км к югу от южной границы Пскова и деревни Черёха и в 0,5 км к северу от деревни Соловьи.
Образована и включена в состав волости в 8 июля 2005 года.